# ساندویچ تخم‌مرغ

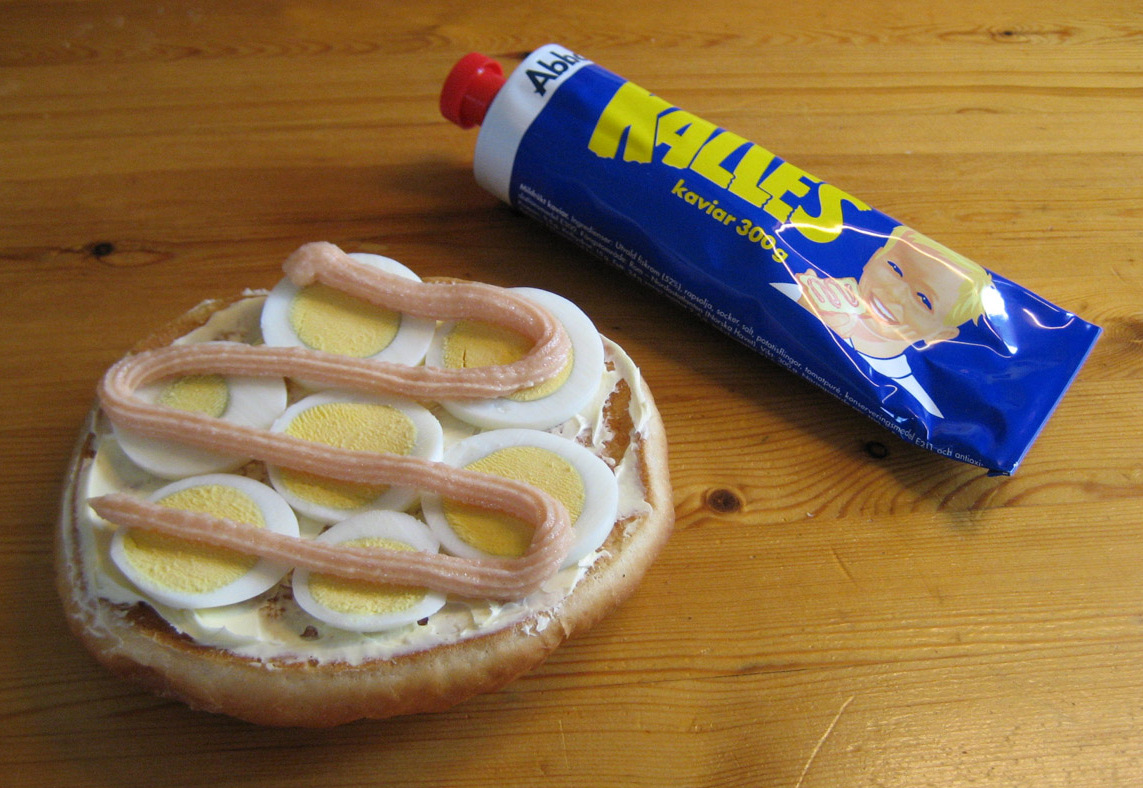
یک ساندویچ معمولی سوئدی: حلقه‌های تخم مرغ آب‌پز با خاویار

ساندویچ تخم مرغ نوعی ساندویچ است که برای تهیه آن از تخم مرغ استفاده می‌شود. تخم مرغ آب‌پز قطعه قطعه شده یا سالاد تخم مرغ از گزینه‌های محبوب برای تهیه این ساندویچ است. ساندویچ نیمرو و املت نیز گزینه‌های جایگزین برای کسانی هستند که به وعده غذای گرم علاقه دارند.